# 다니엘레 파델리
다니엘레 파델리(이탈리아어: Daniele Padelli, 1985년 10월 25일 ~ )는 이탈리아의 축구 선수로 현재 세리에 A 클럽인 우디네세 칼초에서 뛰고 있다.